# Canetti Peak

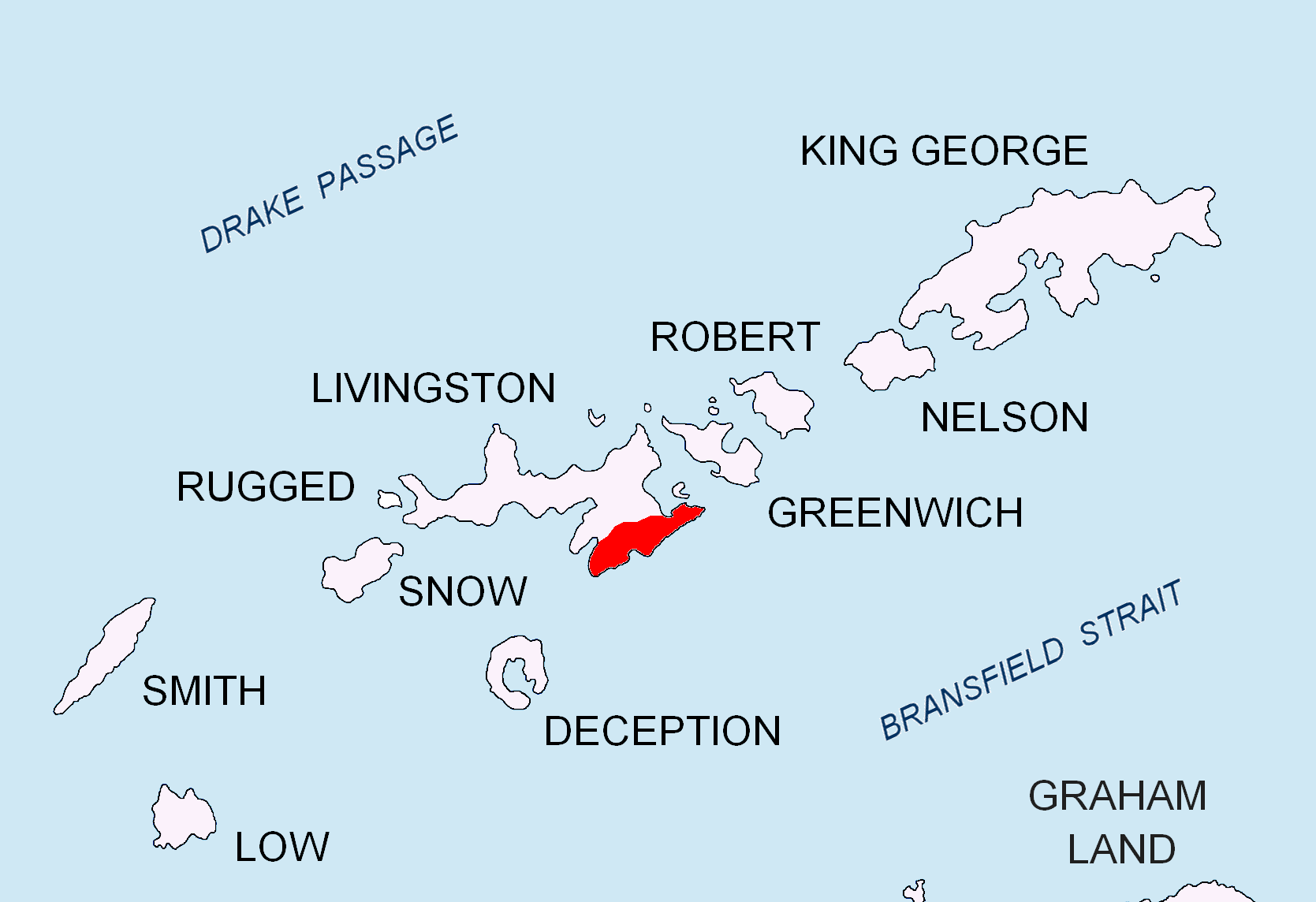
Localização das Montanhas Tangra na Ilha Livingston, nas Ilhas Shetland do Sul

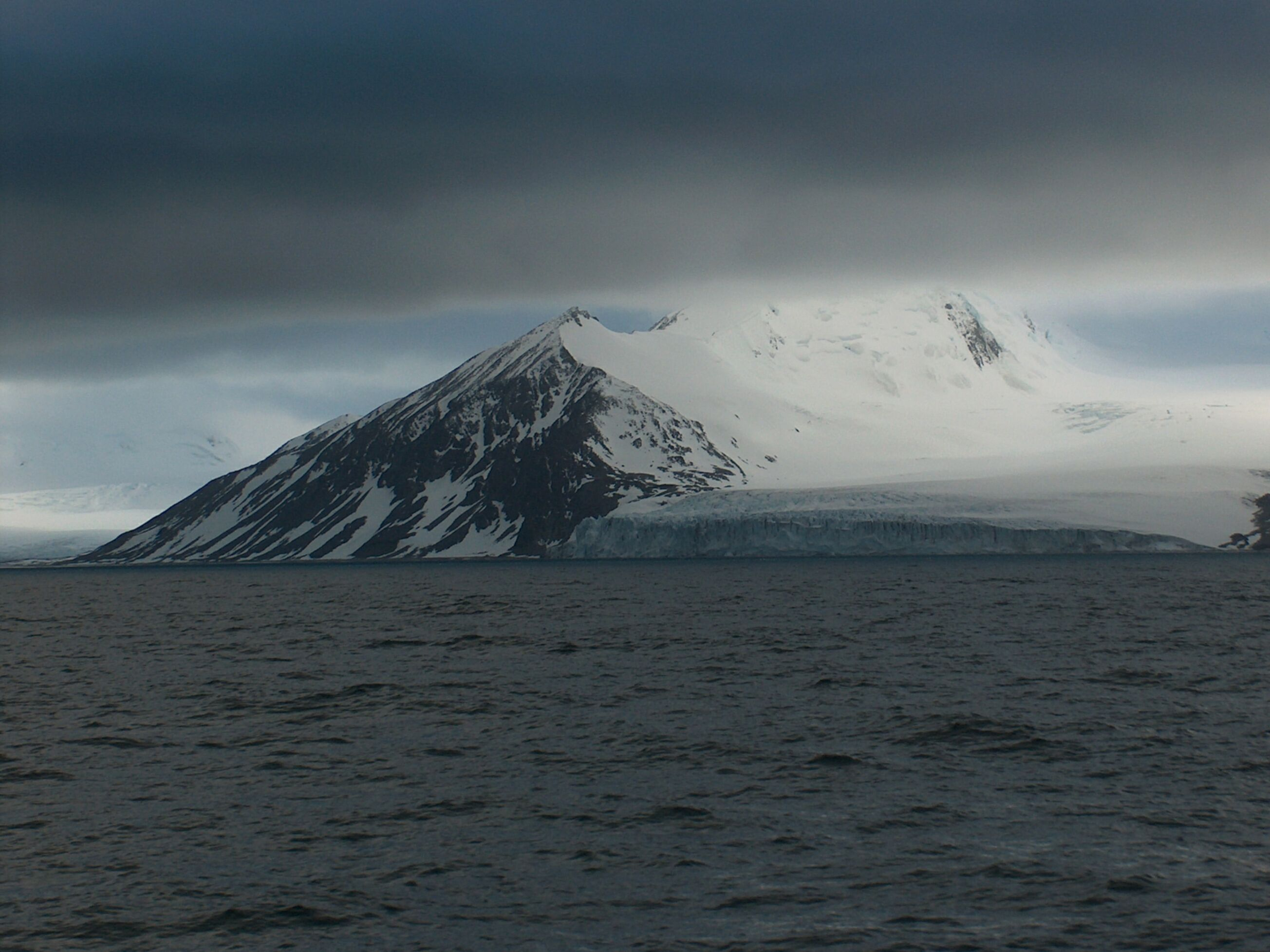
Canetti Peak, vista sudoeste, com a praia de Zagore à esquerda e a geleira Charity à direita

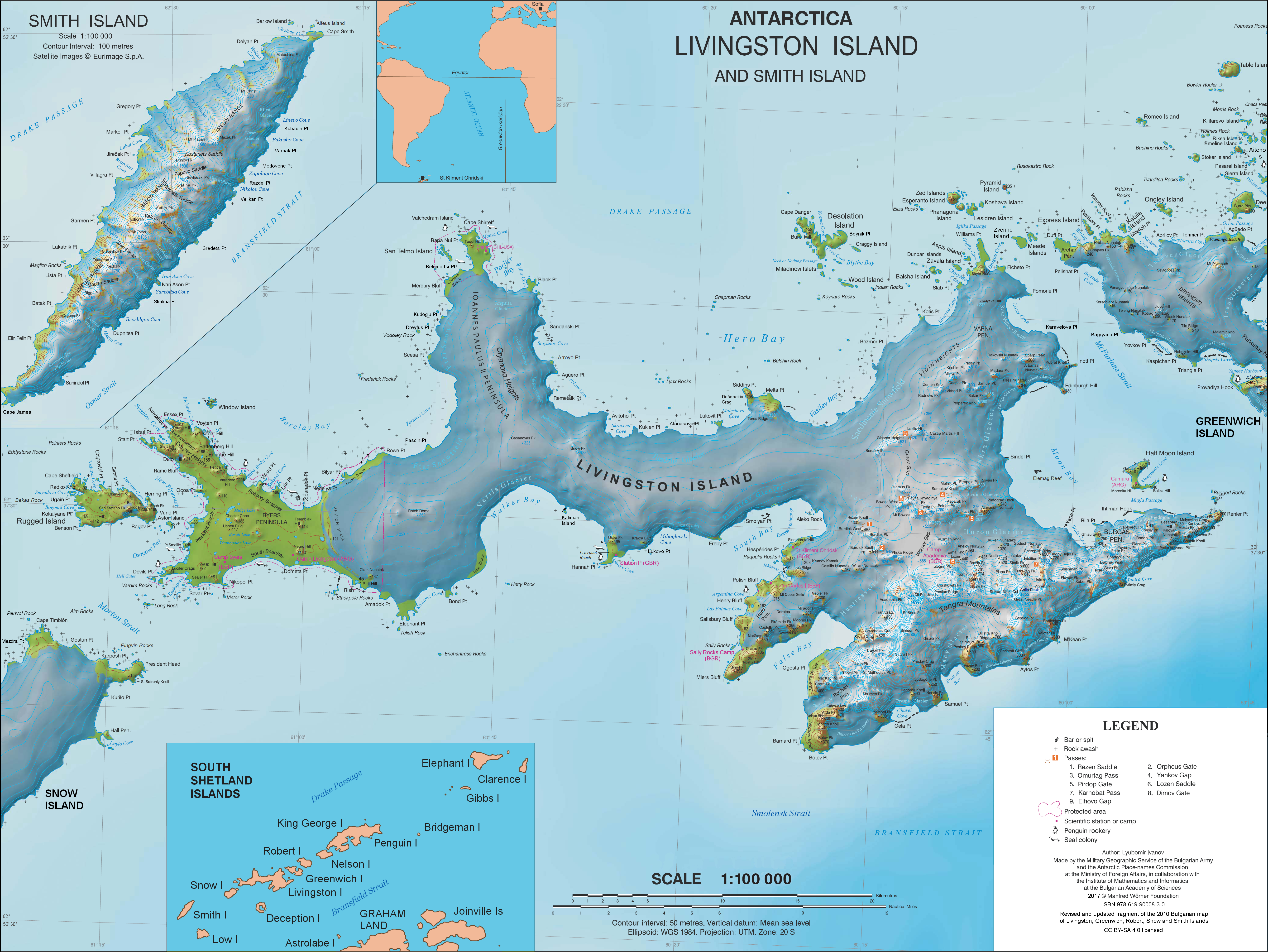
Mapa topográfico de Livingston Island e Smith Island

Pico de Canetti ( em búlgaro:  връх Канети, IPA:) é um pico de 400 m no cume da Frísia, nas montanhas Tangra, na ilha oriental de Livingston, nas ilhas Shetland do Sul, na Antártica . O pico tem encostas ocidentais precipitadas e sem gelo e tem vista para a Praia Zagore e a Baía Falsa, a oeste e norte, e a Geleira Charity, ao sul. O pico recebeu o nome de Elias Canetti (1905–1994), um ganhador do Nobel de literatura nascido na Bulgária.

## Localização
O pico está localizado a 62° 43′ 25,3″ S, 60° 19′ 10″ O   que é 1,06 km a oeste-sudoeste de MacKay Peak, 2.13 km do norte a oeste do cume do cume de Veleka e 1,62   km ao sudeste de Ponto Ogosta .
O pico foi mapeado pela Bulgária em 2005 e 2009.

## Mapas
- LL Ivanov et al. Antártica: Livingston Island e Greenwich Island, Ilhas Shetland do Sul . Escala 1: 100000 mapa topográfico. Sofia: Comissão Antártica de Nomes de Lugares da Bulgária, 2005.
- LL Ivanov. Antártica: Ilhas Livingston e Greenwich, Robert, Snow e Smith. Escala 1: 120000 mapa topográfico. Troyan: Fundação Manfred Wörner, 2009. ISBN 978-954-92032-6-4